# Martin Taylor (jogador de futebol)
Martin Taylor (Ashington, Northumberland, 9 de novembro de 1979) é um ex-jogador profissional de futebol que jogava como um defensor. Seu último clube foi o Sheffield Wednesday Football Club em 2013. Nos campos ele tinha o apelido de "Tiny", dado por seus companheiros de time por causa de seus 1,93m de estatura.

## Polêmica
No dia 23 de Fevereiro de 2008 durante uma partida contra o Arsenal, o jogador que na época atuava no Birmingham City Football Club fraturou gravemente a perna de Eduardo da Silva.
Ele foi punido por três jogos, e segundo o jornal inglês The Sun ele é um dos mais violentos da Premier League.